# Faramea suaveolens
Faramea suaveolens là một loài thực vật có hoa trong họ Thiến thảo. Loài này được Duchass. ex Griseb. mô tả khoa học đầu tiên năm 1858.